# Mladějovická lípa
Mladějovická lípa (také známa jako Tisíciletá lípa v Mladějovicích) je nejstarší a nejmohutnější památný strom na Olomoucku. Je ale pozoruhodná i pověstí z husitských dob a svým bizarním růstem, který tvarem připomíná rozevřené kleště. Nachází se v Mladějovicích v okrese Olomouc.

## Základní údaje
- název: Mladějovická lípa, Tisíciletá lípa v Mladějovicích
- výška: 20 m[2]
- obvod: 905 cm[1], 888 cm (2002)[2]
- věk: 350 let[2], 700 let[3][4], 1000 let[5]
- finalista soutěže Strom roku 2009 (2. místo)
- sanace: ano (opakovaně)
- souřadnice: 49°45'10.14"N, 17°13'51.30"E

Lípa roste 15 metrů za kostelem svaté Maří Magdaleny (u domu č. 51) v Mladějovicích u Šternberka.

## Stav stromu a údržba
Lípu tvoří dva šikmo proti sobě rostoucí terminály, které u země přecházejí ve spleť kořenových náběhů, adventivních kořenů a různých výrůstků. Koruna bývá velmi hustě olistěná. Dutina stromu je otevřená, údajně se do ní vejde 14 lidí. Útvary kmene a výrůstky připomínají návštěvníkům různé pohádkové bytosti.
V letech 1980–2000 byla lípa opakovaně ošetřena, kmeny jsou stažené ocelovým lanem.

## Historie a pověsti
Podle pověsti odpočíval roku 1430 pod lipou Prokop Holý, když procházel krajem se svým vojskem. Místní kronika z roku 1922 uvádí, že se do dutiny vešlo 13 dětí z místní školy včetně učitele.

## Strom roku
V anketě Strom roku 2009 se Mladějovická lípa dostala do finále a obsadila 2. místo.

## Památné a významné stromy v okolí
- Jalovec u Navrátila (Mladějovice, zanikl)
- Buk pod hradem (Šternberk, 7 km JV)
- Platan Římských (Uničov, 9 km Z)
- Vrba za hospodou (Uničov, pravděpodobně zanikla, 9,5 km Z)